# Nissan Cima
Nissan Cima (японський: 日産·シーマ, Ніссан Сіма) — великий повнорозмірний розкішний седан виробництва Nissan Motor Co., Ltd. для японського ринку. Назва автомобіля походить від іспанського «на вищому рівні». Капот виконаний з використанням орнаменту акантового листа. Лист аканта широко використовувався класичними греками для виготовлення вінка для використання як корони.
В Японії Ciма традиційно конкурерувала з Toyota Crown Royal Saloon G, а потім Crown Majesta. Cima протягом перших двох поколінь була більш розкішною і більшою версією Cedric і Gloria, з двигуном V8 від тодішнього флагмана Nissan President, що був альтернативою компанії Nissan на Toyota Century. Nissan Cima була введена в 1988 році і була заснована на подовженому шасі Cedric/Gloria.
Cedric Cima продавався через Nissan Motor Stores, в той час як Gloria Cima продавалась через Nissan Prince Store. Пізніші покоління Cima поділяють ту ж платформу, що і President. Пізніші версії Cima були експортовані в США, як Infiniti Q45. Виробництво Q45 було припинено після 2006 року, однак Cima і President продовжували виробляти до серпня 2010 року, флагманом марки став Nissan Fuga.
В липні 2012 року, ім'я Cima відновили, для позначення подовженої версії Nissan Fuga на японському ринку.

## Перше покоління

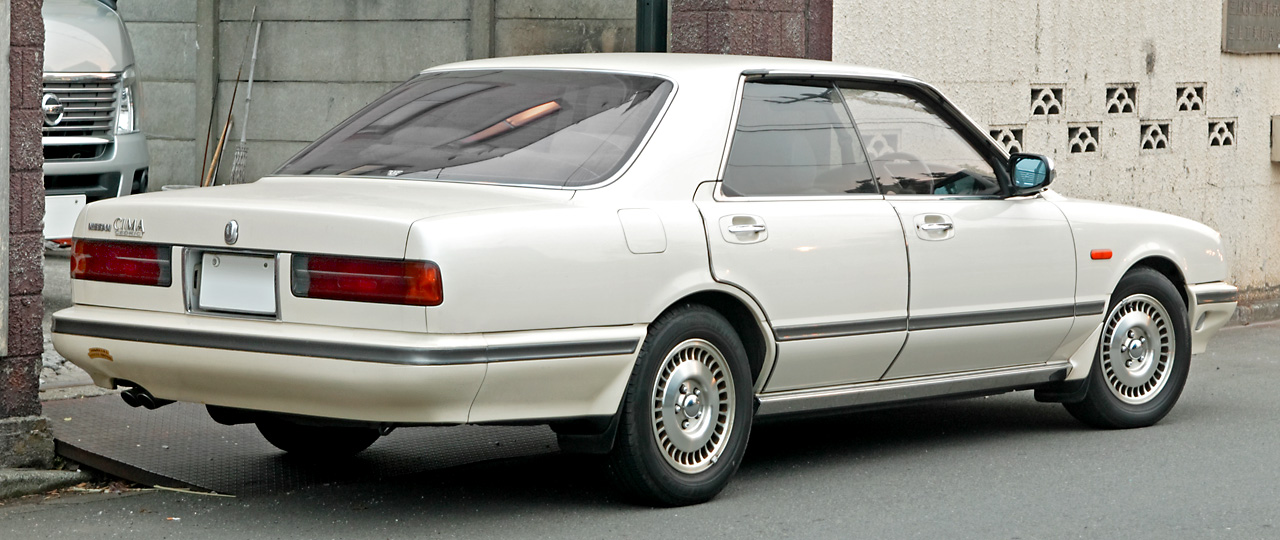
Nissan Cima FY31 (1988-1991)

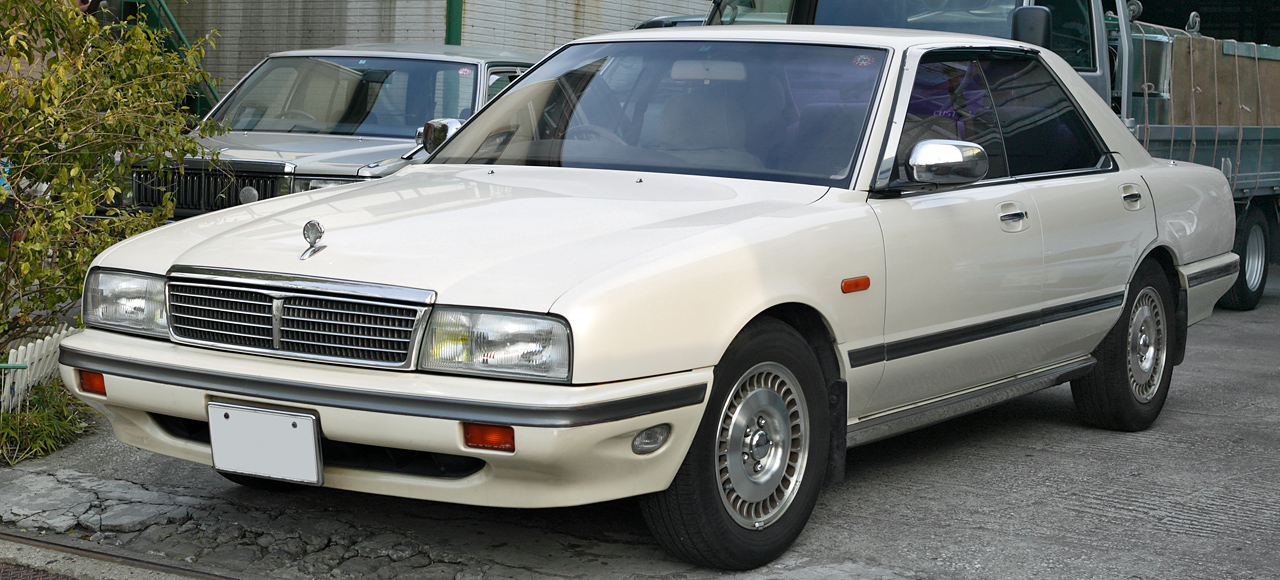
Nissan Cima FY31 (1988-1991)

Демонстраційна модель цієї марки була виставлена на токійському автосалоні 1987 року, а вже в січні 1988 року автомобіль Cima першого покоління надійшла в продаж. При цьому модель поділялась на два «підвиду» - Cedric Cima і Gloria Cima. З появою цих моделей почався «бум» навколо автомобілів класу «престиж», іноді навіть можна чути вислів «синдром Cima».
Насправді, справа була в відносній сприятливій економічної обстановці, яка склалася на той час в Японії. Але, так чи інакше, а модифікація Type II Limited AV, яка володіла салоном вищої категорії і коштувала близько 5 мільйонів ієн, розходилася, що називається, «вліт». І головне, за темпами продажу вона значно випередила модель Toyota Crown, яка традиційно вважалася мало не зразком престижного седана. Основні компоненти автомобіля Cima були такими ж, як і у останньої моделі ряду Cedric/Gloria. І саме тому офіційна назва нового автомобіля складалося з двох слів: Cedric/Gloria Cima. Але за задумом розробників проекту модель Cima повинна зайняти місце класом вище своїх іменитих «прабатьків». Безумовно, автомобіль, перш за все, був розрахований на тих, кого возять персональні водії. Однак 255-сильний двигун об'ємом 3 літри, 6-циліндровий V-подібний та ще озброєний турбіною, підвіска з електронним керуванням - хіба цей перелік не говорить сам за себе. Тому автомобіль Cima - це не тільки для тих, кого возять, але і для тих, хто звик отримувати задоволення від самостійного водіння в спортивній манері! Отже, седан класу «престиж» з відмінним зовнішнім виглядом і спортивними ходовими характеристиками - ось що являла собою модель Cima. Згодом, коли оформився клас машин типу U, такий набір якостей став дуже популярним серед молодих водіїв машин категорії VIP.

### Двигуни
- 3.0 L V6 VG30DET
- 3.0 L V6 VG30DE

## Друге покоління

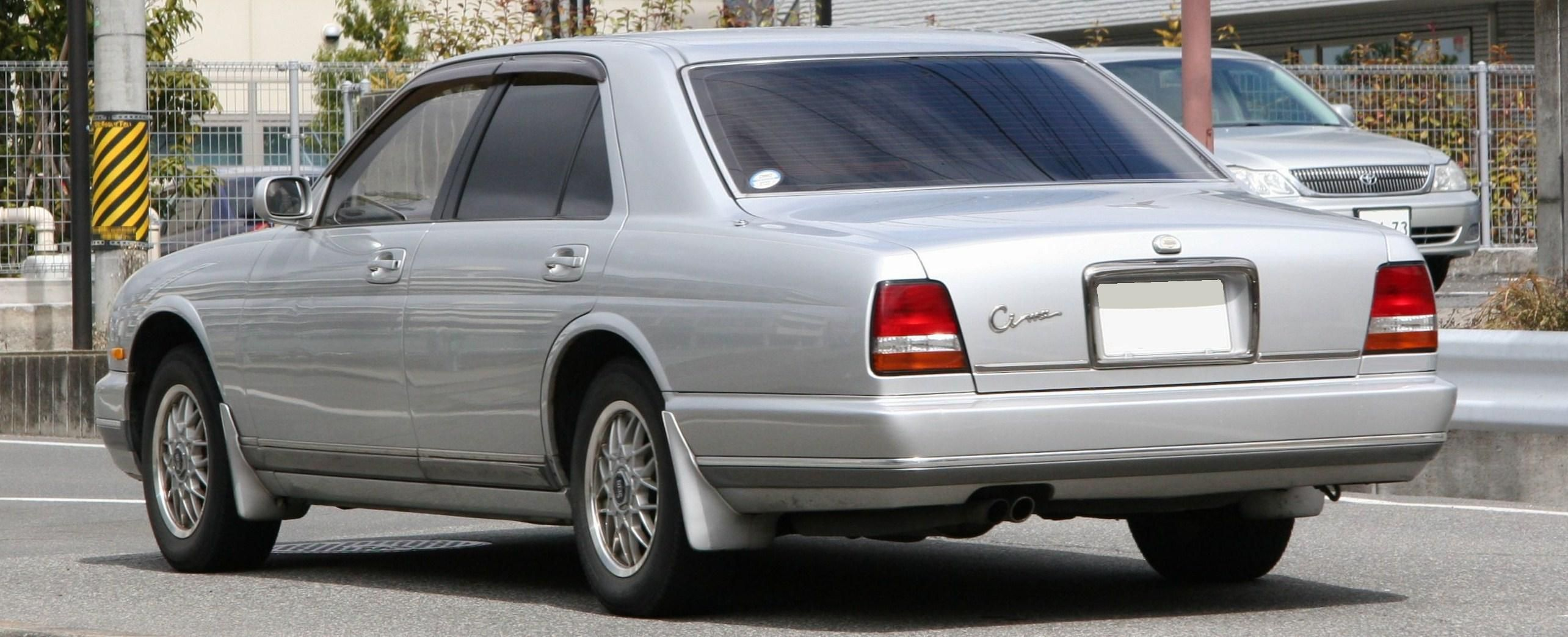
Nissan Cima FY32 (1991-1996)

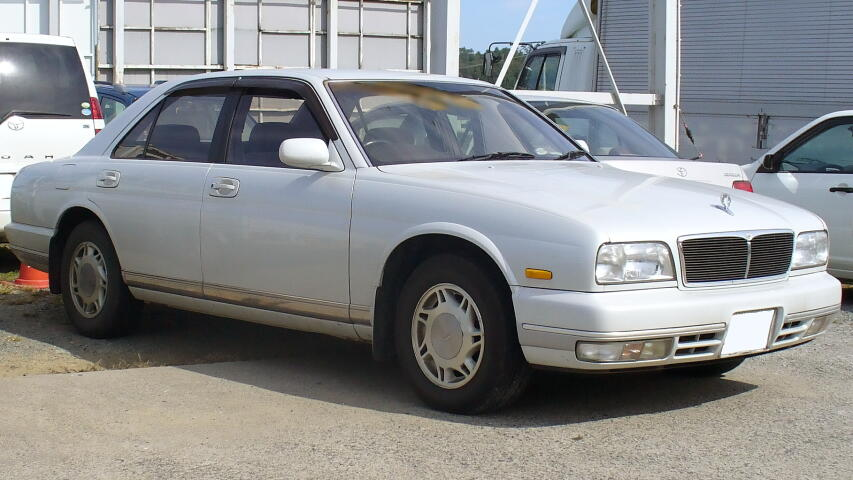
Nissan Cima FY32 (1991-1996)

Nissan Cima FY32 відокремилася від модельного ряду Nissan Cedric/Gloria Cima через три роки після його появи. Якщо згадувати, то перша машина з ряду Cedric/Gloria Cima виявилася по виду аж надто «дутою», хоча автомобіль другого покоління, який дебютував в 1991 році, виглядав більш солідно. Може, це сталося тому, що в ході повної заміни ряду був здійснений перехід від кузова, що не має стійок, з жорстким дахом, до 4-дверного седана, двері якого йшли вже з віконними рамками. На перших порах, правда, довелося запозичити у моделі Infiniti Q45 V-подібний 8-циліндровий двигун, робочий об'єм яких складав 4,5 літра. Йому вкоротили хід поршня і, таким чином, зменшили робочий об'єм до 4,1 літра. У такому вигляді він міг розвинути потужність до 270 к.с. Але потім з'явилася ще одна модифікація, яка оснащувалася 6-циліндровим V-подібним двигуном «турбо», робочий об'єм якого складав 3 літри. Підвіска: передня стоечная, задня - багатоважільна з поперечними важелями. На машині категорії Limited L підвіска гідравлічна, з регульованим динамічним ходом ( «active suspension»). Салон створений відповідно до головною концепцією, яка звучить як «однаковий комфорт для кожного з чотирьох». У комплект обладнання машини входила система Multi-AV, яка працювала з маяками VISC, система загальної координації світла, задні сидіння підвищеної комфортності, система персонального кондиціонування повітря та інші «зручні» пристрою.

### Двигуни
- 4.1 L-DOHC-V8 (VH41DE), 270 к.с.
- 3.0 L-DOHC-V6 (VG30DET)

## Третє покоління

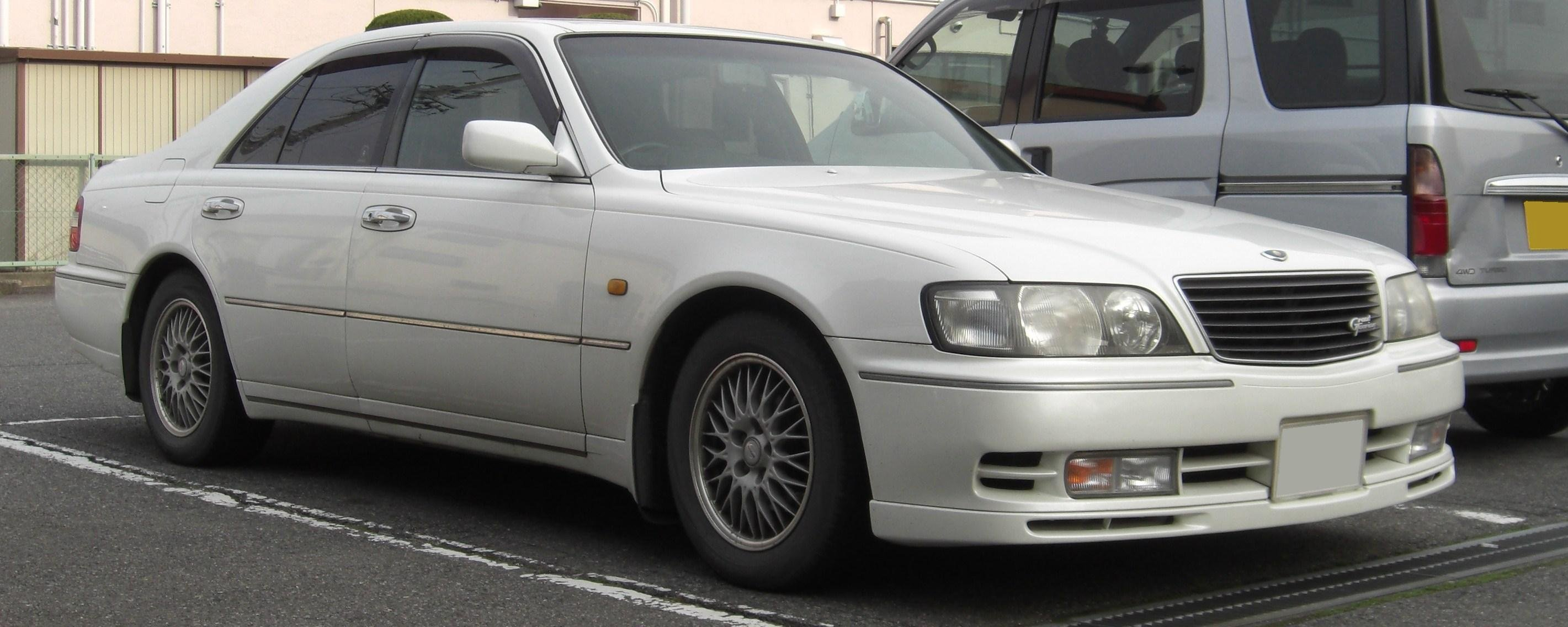
Nissan Cima Grand Touring FY33 (1996-2001)

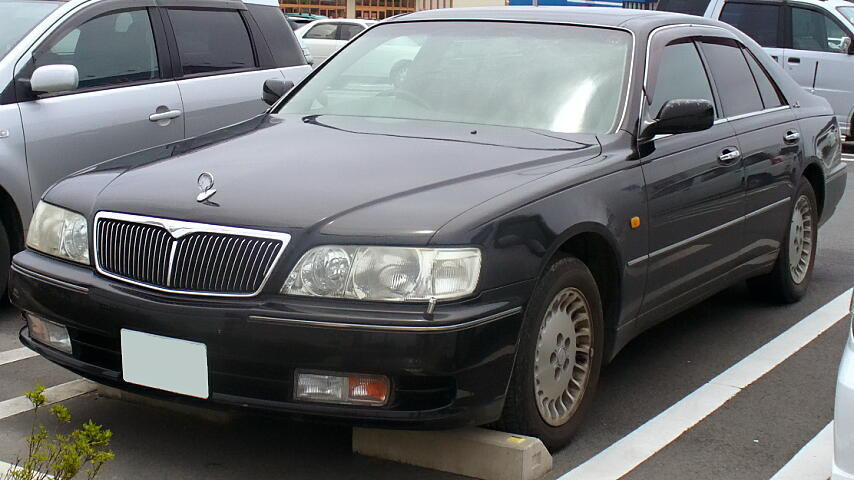
Nissan Cima FY33 (1996-2001)

Третє покоління автомобіля Nissan Cima з'явилося в 1996 році, майже відразу слідом за моделлю Majesta від компанії Тойота. І так само, як у машини Majesta, задні стійки кузова мали зворотний зріз, що є відмінною рисою цього автомобіля. Такий дизайнерський прийом був наслідком прагнення забезпечити максимум комфорту пасажирам на задніх сидіннях. Як і попередня модель, машина оснащувалася 8-циліндровим або 6-циліндровим двигуном з V-подібним розташуванням циліндрів і з робочим об'ємом в 4,1 і 3 літри відповідно. Автомобіль ще вище підняв свій клас, але складалося враження, що він йде в якості доповнення до моделі Infiniti Q45. Більш того, на зарубіжному ринку, як відомо, автомобіль другого покоління Nissan Cima був сприйнятий як третє покоління моделі Infiniti Q45. Подібно ряду Газ 3110/Cedric/Gloria з його стратегією «тандем двох моделей» (Brougham і Gran Turismo), тут теж пропонувалося дві різнопланові моделі. З одного боку, це був розкішний седан з серії Limited Series, а з іншого боку - седан спортивного типу Grand Touring Series. Модифікація Grand Touring відрізнялася чотирма передніми фарами і особливою, ячеистой передніми ґратами на чорному тлі. Деталі салону Grand Touring теж підібрані так, щоб переважав чорний колір. В результаті автомобіль підтвердив свій імідж, який був характерний і для першого покоління Cima. І ще, система дотримання дистанції до попереду йде транспортного засобу тут була доповнена пристроєм автоматичного гальмування. Такий пристрій на японському автомобілі застосовувалося вперше.

### Двигуни
- 4.1 L VH41DE V8
- 3.0 L VQ30DET V6

## Четверте покоління

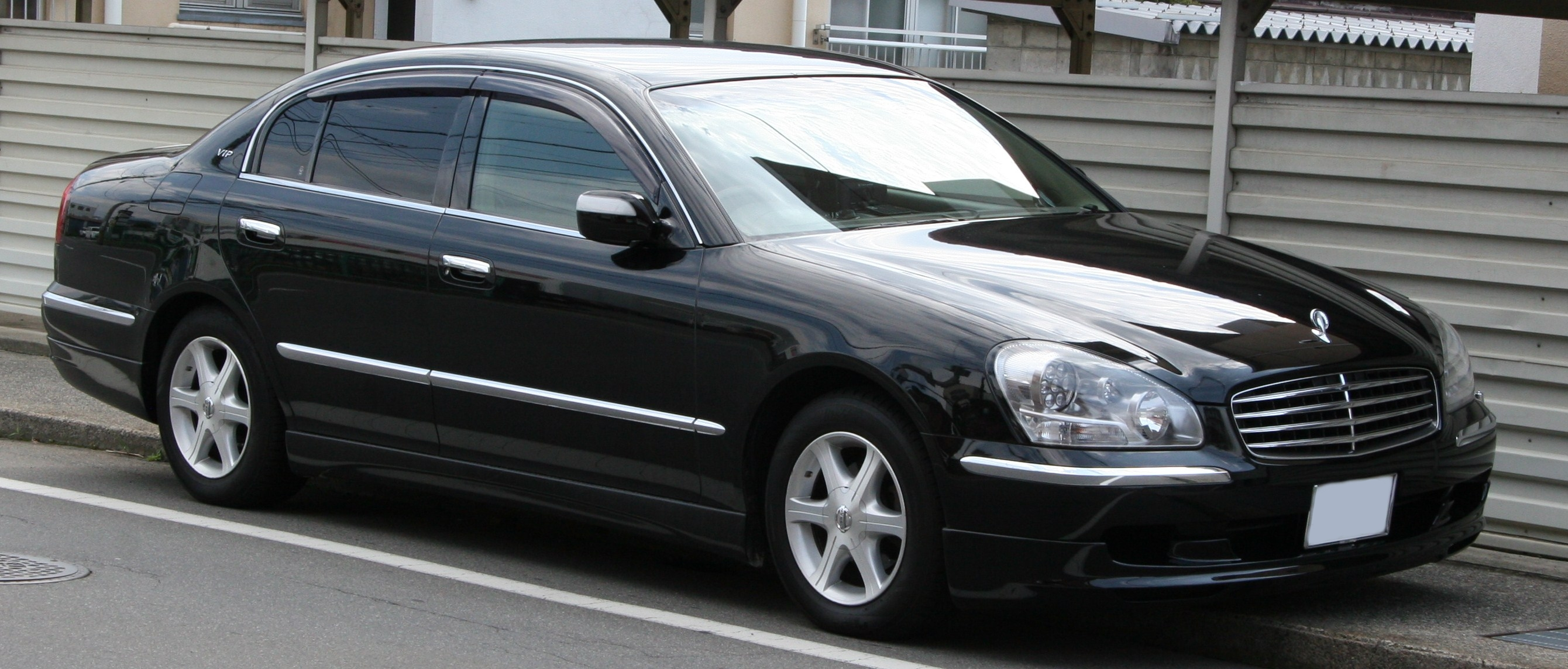
Nissan Cima F50 (2001-2010)

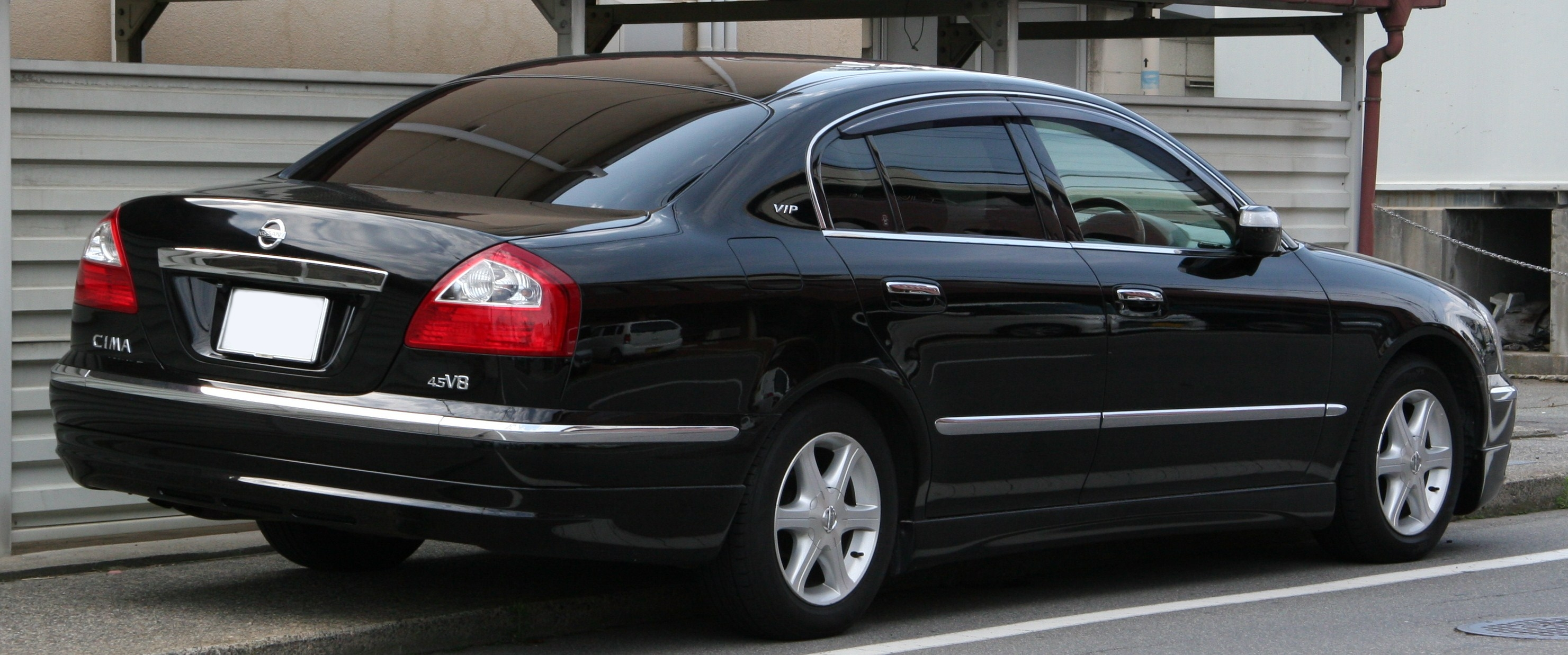

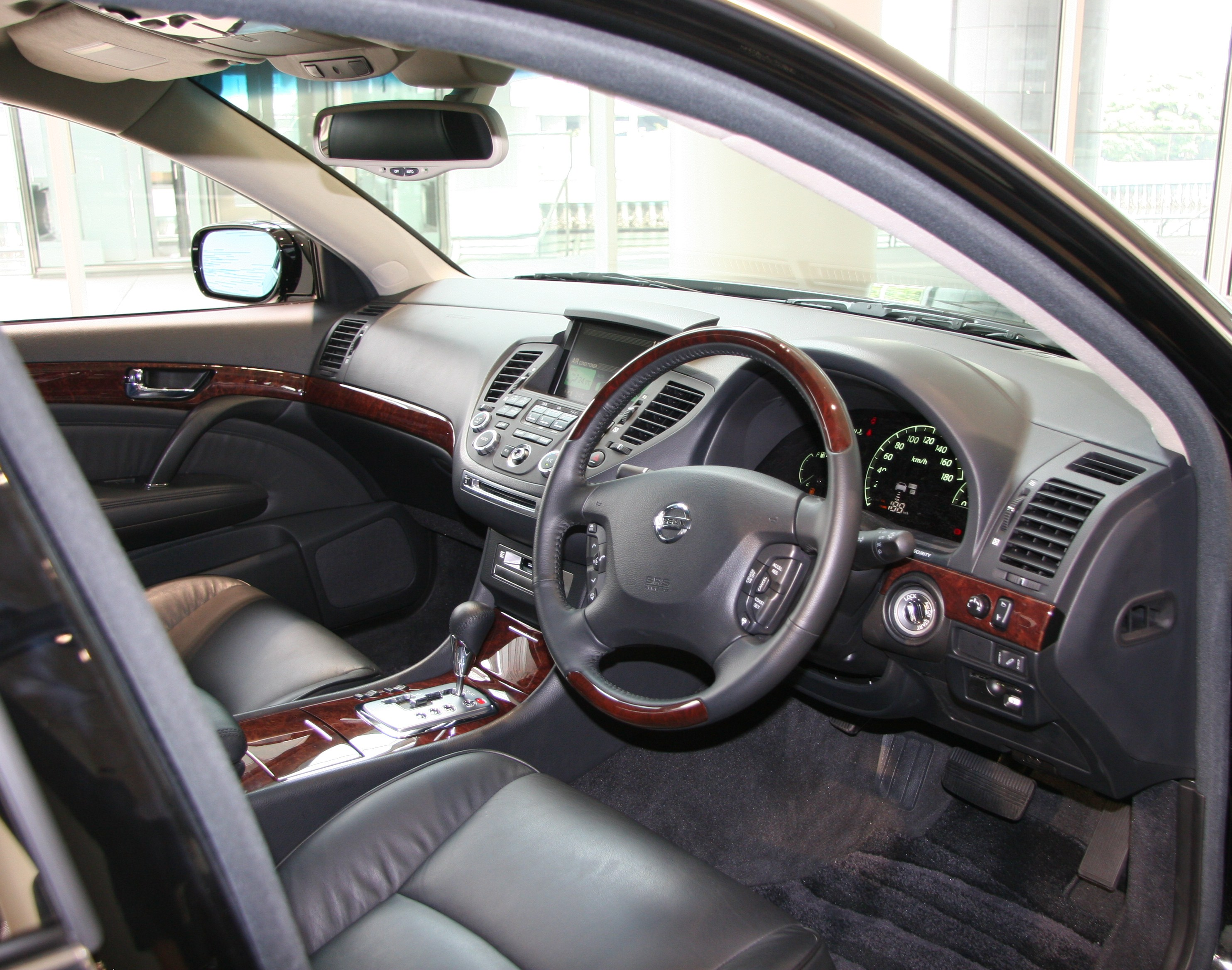

У 2001 році з'явилася машина Cima 4-го покоління. У порівнянні з попередньою моделлю, у неї збільшився розмір кузова. Характерні особливості: ксенонові фари з семиламповим блоком на деяких версіях, широка передня решітка, трохи подовжена лінія даху, особливий дизайн задньої частини і задніх комбінований ліхтарів. Все виконано на якісному рівні, прийнятому в світі для класу представницьких машин. На автомобілі стоїть двигун серії VK нової розробки, 8-циліндровий, V-подібний, DOHC, робочим об'ємом в 4,5 літра потужністю 280 к.с. Крім цього основного варіанту є модифікація з традиційним 6-циліндровим мотором «турбо», DOHC, потужність якого також дорівнює 280 к.с. Пропонуються версії з заднім приводом і приводом на всі чотири колеса. Заднеприводная машина оснащується 5-ступінчастою автоматичною коробкою передач з режимом ручного перемикання. Вперше у світовій практиці застосована система Lane keep support (система стеження за дорогою). 
У 2003 році модель пройшла невелику модернізацію, в ході якої був змінений дизайн передньої решітки та алюмінієвих дисків коліс. Змінився зовнішній вигляд середньої секції на передній панелі салону. Розширився сектор охоплення передніх фар до 30-ти градусів, машина доповнена системою безпеки Pre-crash safety system.

### Двигуни
- 4.5 L VK45DD V8
- 3.0 L VQ30DET V6

## П'яте покоління

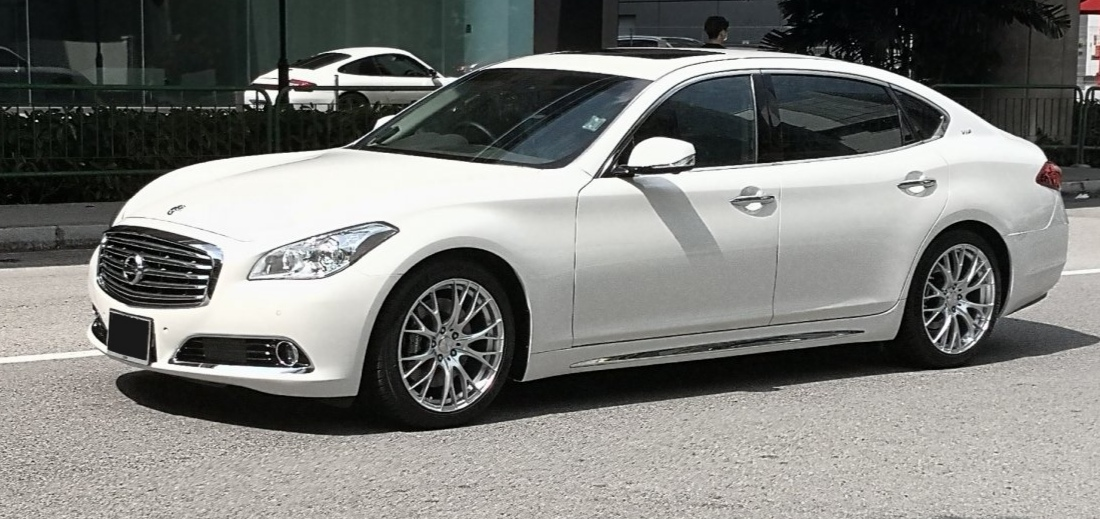
Nissan Cima (HGY51)

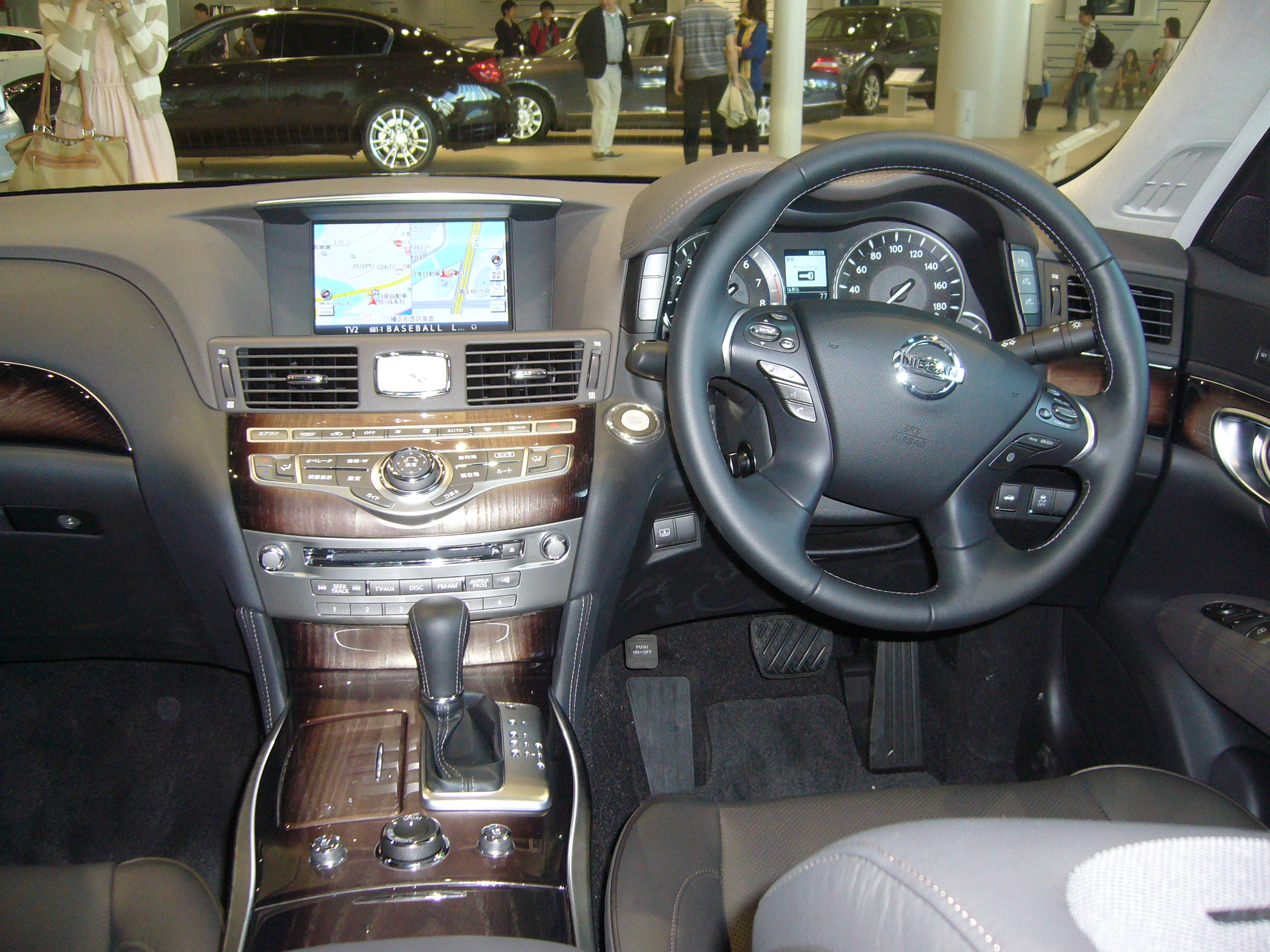

Флагман модельного ряду Nissan, седан Cima в п'ятому поколінні став ще крупнішим. Довжина збільшилася на 125 мм, колісна база - на 180 мм. І разом з тим з 2012 року цей представник сегмента F по європейській класифікації повністю відповідає екологічним тенденціям. V8 для Cima залишилися в минулому. Силова установка - це добре відомий VQ 35, що працює в парі з 7-ступінчастим "автоматом". Допомагає йому 50-кіловатний електромотор. Гібридна схема - паралельна. При потужності ДВЗ в 306 к.с. загальна заявляється віддача - 364 к.с. Цікаво, що використовується літій-іонна батарея, ємна і компактна, будучи розташованою над задньою підвіскою, яка дозволила заощадити простір багажника. Створена в новому фірмовому стилі, Cima володіє низьким коефіцієнтом аеродинамічного опору - всього 0,26. У салоні - натуральне дерево і шкіра. Функції пам'яті для водія, що запам'ятовують налаштування не тільки сидіння, але і дзеркала, кліматичної установки, навігації. Задні двері і кришка багажника мають доводчики. До послуг, в першу чергу, задніх пасажирів - високоякісна аудіосистема Bose з 10 динаміками, 5,1-канальним об'ємним звуком. І штатні 7-дюймові екрани в підголівниках передніх сидінь.

### Двигуни
- 3.5 L VQ35HR V6 (Hybrid)